# Dryopteris affinis
Espèce
Dryopteris affinis est une espèce de fougères que l'on trouve en Europe occidentale et dans le sud-ouest de l'Europe. Elle est absente en Europe de l'Est et dans le nord de l'Europe. Elle se plaît surtout dans les régions à pluviométrie suffisamment abondante comme dans les îles Britanniques et dans l'ouest de la France et croît dans des sous-bois humides. Sur le littoral méditerranéen et dans le Caucase, cette espèce se rencontre uniquement à haute altitude.

## Synonymes
- Dryopteris paleacea auct.
- Dryopteris filix-mas auct. pro parte

## Sous-espèces
- Dryopteris affinis subsp. affinis : diploïde
- Dryopteris affinis subsp. borreri : triploïde
- Dryopteris affinis subsp. cambrensis : triploïde
- Dryopteris affinis subsp. pseudodisjuncta

## Description
C'est une plante vivace à rhizome court et robuste d'où naissent des frondes bipennées vertes de 60 cm à 1,60 m de hauteur, souvent persistantes d'hiver. On trouve à la base du pétiole cinq et parfois plus canaux vasculaires. Celui-ci mesure la moitié du limbe foliaire.
Les spores se forment de juin à septembre.

## Habitat
Cette espèce croît dans les sous-bois humides d'arbres à feuilles caduques.